# Cầu Luân Đôn
Một số cầu lịch sử được đặt tên là Cầu Luân Đôn bắc qua sông Thames nối Thành phố Luân Đôn và Southwark nằm ở trung tâm Luân Đôn. Cây cầu hiện tại được đưa vào lưu thông vào năm 1974, là một cây cầu dầm hộp được xây dựng từ bê tông và thép. Cầu này thay thế một cây cầu vòm bằng đá ở thế kỷ 19 mà trước đó được dựng nên để thay thế một cây cầu thời trung cổ 600 tuổi. Trước cầu thời trung cổ là một loạt các cây cầu bằng gỗ, được những người La Mã sáng lập Luân Đôn xây dựng.

## Thư viện hình ảnh của cầu London hiện nay
| - Nhịp vòng cung trung tâm của cầu Luân Đôn - Cận cảnh nhịp vòng cung và trụ cầu - Toàn cảnh sông Thames về đêm với cầu Luân Đôn ở bên phải - Cầu Luân Đôn nhìn từ Southwark ở South Bank - Thành phố Luân Đôn nhìn từ đầu nam cầu Luân Đôn - Thành phố bên kia cầu Luân Đôn - Người đi làm buổi tối đi qua cầu Luân Đôn tới Southwark (2007). - Đầu bắc cầu Luân Đôn lung linh về đêm |

## Sách tham khảo
- Jackson, Peter, London Bridge - A Visual History, Historical Publications, bản chỉnh lý, 2002, ISBN 0-948667-82-6.
- Murray, Peter & Stevens, Mary Anne, Living Bridges - The inhabited bridge, past, present and future, Royal Academy of Arts, London, 1996, ISBN 3-7913-1734-2.
- Pierce, Patricia, Old London Bridge - The Story of the Longest Inhabited Bridge in Europe, Headline Books, 2001, ISBN 0-7472-3493-0.
- Watson, Bruce, Brigham, Trevor and Dyson, Tony, London Bridge: 2000 years of a river crossing, Museum of London Archaeology Service, ISBN 1-901992-18-7.
- Yee, Albert, London Bridge - Progress Drawings, no publisher, 1974, ISBN 978-0-904742-04-6.